# Bürgerliste für Dortmund
Die Bürgerliste für Dortmund e. V. ist eine Freie Wählergemeinschaft aus Dortmund in Nordrhein-Westfalen. Sie ist Mitglied im Landesverband der freien und unabhängigen Bürger- u. Wählergemeinschaften des Landes NRW e. V. (Freie Wähler NRW). 1999 zog sie zum ersten Mal in den Rat der Stadt Dortmund ein. Seit 2004 bildet sie im Stadtrat eine Fraktion mit der FDP.

## Wahlprogramm
Die Bürgerliste setzt sich für mehr Bürgerbeteiligung, Förderung von Schulen, Kitas und Sportplätzen ein und fordert eine flächendeckende Versorgung Dortmunds mit Kinderspielplätzen. Illegale Prostitution und Drogenkonsum will sie mit schärferen Polizeikontrollen bekämpfen.
Die Zukunft des Flughafens Dortmund, insbesondere im Dortmunder Süden, ist ein zentrales Thema in der Kommunalpolitik. Die Bürgerliste ist für die strikte Einhaltung des Nachtflugverbotes und gegen einen weiteren Ausbau.

## Ergebnisse
Nach den Kommunalwahlen 2009 bzw. den Wiederholungswahlen 2010 zog die Bürgerliste mit zwei Mitgliedern in den Rat der Stadt ein. Zudem stellte die Bürgerliste -Freie Wähler für Dortmund e. V. vier Bezirksvertreter in den Stadtbezirken Aplerbeck, Hörde, Innenstadt-Nord und Lütgendortmund.
| Stadtrat                 | Stadtrat | Stadtrat | Bezirke   | Oberbürgermeister | Oberbürgermeister | Bundestagswahlen | Bundestagswahlen |
| Wahlperiode              | %        | Sitze    | Vertreter | Kandidat          | %                 | Jahr             | %                |
| ------------------------ | -------- | -------- | --------- | ----------------- | ----------------- | ---------------- | ---------------- |
| XIII: 1999–2004          | 2,6 %    | 2 von 82 |           |                   |                   | 1999             |                  |
| XIV: 2004–2009           | 3,1 %    | 3 von 88 | 6 von 228 | Hannes Fischer    | 2,1 %             | 2004             |                  |
| XV: 2009–2012            | 2,0 %    | 2 von 96 | 5 von 228 | Petra Zielazny    | 1,3 %             |                  |                  |
| Wahlwiederholung 2010/12 | 1,9 %    | 2 von 86 | 4 von 228 | –                 | –                 |                  |                  |

## Kommunalwahl 2009
Am 17. Juli 2008 beschloss der Vorstand, für die Kommunalwahl am 30. August 2009 in allen 41 Ratswahlbezirken und für alle zwölf Bezirksvertretungen zu kandidieren.